# Прародина праиндоевропейцев
Прародина индоевропейской языковой семьи — предположительный регион, где первоначально использовался общий предок всех языков индоевропейской языковой семьи — праиндоевропейский язык.
В современной науке преобладает  курганная (степная) гипотеза, согласно которой прародиной носителей языков индоевропейской языковой семьи является Понтийско-Каспийская степь между Чёрным морем и Каспийским морем.

## Основные гипотезы
В последние годы курганная гипотеза получила большую поддержку в виде археогенетических исследований. Благодаря изучению древних ДНК удалось доказать, что в IV—III тыс. до н. э. Европа подверглась масштабному вторжению населения изначально единой популяции ямной культуры и культуры шнуровой керамики. Эта миграция в значительной степени изменила генетику населения Европы и не могла не повлиять на лингвистическую ситуацию на континенте. Также были доказаны миграции с территории ямной культуры или культуры шнуровой керамики в Закавказье, связанные с носителями армянского языка, и в степные районы Евразии, а, затем, в Южную Азию, принесшие в эти районы индоиранские языки.
Основанный на последних генетических исследованиях вариант курганной гипотезы предполагает, что все языки индоевропейского «ядра» — индоевропейская семья без анатолийской группы — происходят от сравнительно небольшой популяции ямной культуры середины IV тыс. до н. э., обитавшей где-то между реками Днепр и Дон. Более ранняя праиндоевропейская, индо-хеттская общность, предковая и для индоевропейского ядра и для древних народов анатолийской группы, связывается с нижневолжскими скотоводами (Астраханская, Волгоградская области, Калмыкия) начала V тыс. до н. э.
До начала археогенетической революции среди археологов популярной была анатолийская гипотеза, которая помещает родину праиндоевропейцев на полуостров Анатолия (Малая Азия) около 8000 года до н. э., и связывавшая распространение индоевропейских языков с ранними анатолийскими земледельцами. Третья популярная гипотеза — армянская — предполагает, что праиндоевропейский язык возник на Армянском нагорье. Популярность этой гипотезы связана с исследованиями ДНК, подтверждающими предположения о кавказском вкладе в генетику древнейших протоиндоевропейцев.
Кроме того высказывались следующие гипотезы расположения индоевропейской прародины:
- югоцентральноевропейская или «балканская» (лингвисты Дж. Девото 1962[19], И. М. Дьяконов 1982[20][21][22]; археологи П. Боск-(и-)Жимпера 1960[23], Х. Хенкен, Я. Маккаи 1991[24][25])

- североцентральноевропейская (лингвисты Л. Гейгер, Ю. Покорный, Г. Хирт, Ф. Шпехт, Г. Дечи и Дж. Крюгер 2000[26][27]; археологи, антропологи и историки К. Пенка, M. Мух 1902[28], Г. Косинна, Г. Швантес, Л. С. Клейн 2010[29][30][31])
- ближневосточная, западноанатолийская или переднеазиатская армянская гипотеза (лингвисты М. Мюллер, Т. В. Гамкрелидзе и Вяч. Вс. Иванов 1984[32]; археологи К. Ренфрю 1987[33], П. М. Долуханов 1984[34], М. Звелебил 1988[35][36][37])
- теория «широкой прародины» (вся Европа или её существенная часть) (лингвисты Н. С. Трубецкой, Г. Краэ, В. П. Шмид; археологи и историки Г. Кюн, К. Яжджевский, Л. Килиан 1983[38], А. Хойслер 1985[39], Л. Л. Зализняк, С. В. Конча)
- концепция трёх прародин праиндоевропейцев В. А. Сафронова 1983, 1989[40], согласно которой в соответствии с тремя стадиями изменения праязыка (РИЕ, СИЕ и ПИЕ) праиндоевропейцы занимали три разные территории (раннюю — в Малой Азии, соответствующую культуре Чатал-Хююк 7—6 тыс.; среднюю — на Северных Балканах, соответствующую культурам Винча 45—30 веков до н. э. и её аналогам; позднюю — в Среднем Подунавье в области культуры Лендель 40—30 веков до н. э.), а исходной для предков праиндоевропейцев, индо-уральцев или носителей бореального языка является североцентральноевропейская свидерская культура финального палеолита 12—9 тыс.[31]
- теория «циркумпонтийского очага» Е. Н. Черных 1987[41][42], сочетающая концепты восточневропейской и ближневосточной гипотез.

## История изучения
Поиски прародины индоевропейцев начались одновременно с зарождением индоевропеистики. Огромное влияние, которое оказали на первых индоевропеистов санскритские и древнеперсидские тексты, сказалось и в локализации прародины. У. Джонс полагал, что прародина праиндоевропейцев находится в Иране. Другие учёные в начале XIX века размещали её в Гималаях или непосредственно на Индийском субконтиненте.
В 1851 году гипотезы азиатской прародины подверглись критике со стороны английского учёного Р. Латэма, считавшего, что индо-иранские народы переселились в места своего проживания в результате поздней экспансии, а прародину индоевропейцев следует искать в Европе. Впоследствии эта идея была подхвачена и развита националистически настроенными учёными, сформулировавшими североевропейскую гипотезу и не отделявшими язык от расы, такими как Г. Коссинна, который выводил «арийцев» (в действительности ариями себя называли только индо-иранские народы) из северной Европы (южная Скандинавия и северная Германия).
В 1886 году немецкий лингвист О. Шрадер поместил прародину индоевропейцев в причерноморские степи на юге России. В 1890 году был опубликован перевод с немецкого на английский его работы «Prehistoric antiquities of the Aryan peoples: a manual of comparative philology and the earliest culture».
В 1926 году археолог Гордон Чайлд опубликовал исследование «The Aryans: A Study of Indo-European Origins».
В 1956 году американской исследовательницей литовского происхождения Марией Гимбутас была сформулирована курганная гипотеза, согласно которой прародиной индоевропейцев являются волжские и причерноморские степи. Согласно её гипотезе, миграции праиндоевропейцев происходили в несколько волн в промежуток между 4500 и 2500 годами до н. э., а первый толчок им дало одомашнивание лошади. Степной локализации придерживались также лингвисты А. Шлейхер, О. Шрадер, Т. Бенфей, Т. Сулимирский (1968) и археологи Э. Вале, Дж. П. Мэллори (1989).
В 1960—1970-х годах большая часть советских археологов считала, что формирование праиндоевропейской общности происходило в прикаспийско-причерноморских степях, откуда отдельные группы индоевропейцев расселялись в соседние регионы в течение бронзового века.
Балто-черноморская гипотеза предполагает, что уже в мезолите (8500—5000 годы до н. э.) праиндоевропейцы занимали обширные территории между Балтийским и Чёрным морями.
Гипотеза неолитической креолизации рассматривает Северную Европу эпохи неолита как своеобразный плавильный котёл культур пришельцев — неолитических земледельцев с коренными мезолитическими охотниками и собирателями, в результате чего возникли индоевропейские языки.
Балканская гипотеза помещает прародину праиндоевропейцев на Балканский полуостров и в Центральную Европу и отождествляет их с культурой линейно-ленточной керамики.
Согласно анатолийской гипотезе, сформулированной К. Ренфрю, предполагается, что праиндоевропейский язык существовал раньше, чем принято считать, в VII—VI тыс. до н. э. в Анатолии (поселением индоевропейцев считается Чатал-Хююк), а появление индоевропейцев в Европе связывается с расселением земледельцев из Анатолии в Юго-Восточную Европу. Поддерживается В. В. Шеворошкиным. 
Армянская гипотеза предполагает, что праиндоевропейский язык возник на Армянском нагорье. Аргументируется в трудах лингвистов Т. В. Гамкрелидзе и В. В. Иванова. Исследования ДНК подтверждают предположения о кавказской прародине древнейших протоиндоевропейцев.
В марте 2015 года в журнале Nature была опубликована статья с результатами работы международной группы ученых, одним из координаторов которой был Дэвид Райх. Эта группа провела большое полногеномное исследование древней ДНК европейцев и сделала вывод о волне миграции в Центральную Европу из степей Восточной Европы примерно 4500 лет назад. Авторы связывают эту миграцию с представителями ямной культуры и подчёркивают, что генетические данные хорошо согласуются со степной (курганной) гипотезой о появлении в Европе индоевропейских языков.
В 2015 году в журнале Nature была опубликована статья Хаак и соавторов, в котором учёные приходят к выводу, что гипотеза генезиса индоевропейцев на Армянском нагорье приобретает правдоподобность, поскольку ямная культура частично произошла от ближневосточного населения, которое напоминает современных армян. С другой стороны, они заявляют, что «вопрос о том, на каких языках говорили охотники-собиратели Восточной Европы и южное, похожее на армянское, население, остаётся открытым».
Дэвид Райх в своей публикации 2018 года «Кто мы и как мы сюда попали» утверждает, что «наиболее вероятное местоположение населения, впервые заговорившего на индоевропейском языке, находится к югу от Кавказских гор, возможно, в современном Иране или Армении, потому что древняя ДНК людей, которые там жили, соответствует тому, что мы ожидаем от исходной популяции как для ямной культуры, так и для древних анатолийцев». Тем не менее, Райх также утверждает, что некоторые, если не большинство индоевропейских языков были распространены носителями ямной культуры.
В июле 2023 в журнале Science было опубликовано исследование П. Хеггарти с соавторами, попытавшееся примирить анатолийскую, армянскую и курганную гипотезы. Согласно ему, реконструируемый праиндоевропейский язык существовал около 8120 лет назад на Южном Кавказе, откуда впоследствии носители разных ветвей распространились по Евразии. Часть из них оказалась в Европе по анатолийскому маршруту, а другая, по-видимому, через Понтийско-Каспийскую степь. По мнению авторов, праиндоевропейский язык существовал около 8120 лет назад (6740—9610 лет назад при доверительном интервале 95 процентов), то есть заметно раньше, нежели рассчитывалось в некоторых прошлых работах. Выводы группы П. Хеггарти подвеглись критике учёными Московской и Копенгагенской лингвистических школ за чрезмерное удревнение хронологии распада праиндоевропейского языка, которое противоречит методу лингвистической палеонтологии.
В современной науке преобладает курганная гипотеза. Джеймс Мэллори отмечает: «Курганное решение привлекательно и было принято многими археологами и лингвистами частично или полностью. Это решение отражено в „Британской энциклопедии“ и „Большом энциклопедическом словаре Ларусса“». Филипп Стражны писал о курганной гипотезе: «Наиболее популярное предложение — это понтийские степи».

## Методы поиска
Основным средством поиска прародины служит лингвистическая палеонтология. Учитывается как присутствие слов, обозначающих какие-то реалии, так и их отсутствие (argumentum a silentio). Так, например, в праиндоевропейском языке отсутствовали обозначения кипариса, лавра, маслины, оливкового масла, винограда и осла, что не позволяет помещать прародину в Средиземноморье, или обезьяны, слона, пальмы и папируса, что заставило бы локализовать её в тропиках, или янтаря, что позволяет исключить побережье Балтийского моря. 
Долгое время наличие в праязыке слов *loḱs «лосось» и *bʰeh₂ǵos «бук» рассматривалось как аргументы (аргумент лосося и аргумент бука, соответственно) в пользу североевропейской прародины, однако позднее было высказано мнение, что этими словами праиндоевропейцы могли называть не сёмгу (Salmo salar) и бук европейский (Fagus sylvatica), а кумжу (Salmo trutta, обитает в Чёрном и Каспийском морях, а также в реках, впадающих в них) и бук восточный (Fagus orientalis, растёт на Кавказе) или бук крымский (Fagus taurica), а позднее, когда их часть переселилась в Европу, старые слова были перенесены на новые реалии. 
В настоящее время индоевропейская языковая прародина локализуется в европейских степях от Карпат до Урала; более важным для локализации индоевропейской прародины считается наличие в праязыке слов «пчела», «мёд», «медовуха», а также *h₁eḱwos «лошадь». Медоносная пчела не была распространена к востоку от Урала, что позволяет исключить из рассмотрения Сибирь и Центральную Азию. Лошадь, имевшая большое значение для праиндоевропейцев и распространённая в период гипотетического существования праязыка преимущественно в степях Евразии, исключает Ближний Восток, Армянское нагорье, Иран, Индостан и Балканы.